# Cugy (Vaud)
Pour les articles homonymes, voir Cugy.
Cugy est une commune suisse du canton de Vaud, située dans le district du Gros-de-Vaud. Citée dès 968, elle fait partie du district d'Échallens entre 1798 et 2007. La commune est peuplée par 2 725 habitants en 2023. Son territoire, d'une surface de 290 hectares, se situe dans la région du Gros-de-Vaud.

## Histoire
Cugy est connu sous le nom de in villa Cuzziaco en 968, puis de Cusi en 1147. Une chapelle Saint-Jean-l'Evangéliste est mentionnée en 1394. L'abbé de Montheron possède la dîme en 1444. Elle passe à la ville de Lausanne en 1545. À l'époque bernoise, Cugy fait partie du bailliage de Lausanne. Le village fait ensuite partie du district d'Échallens entre 1798 et 2007, puis du district du Gros-de-Vaud depuis 2008.
La seconde moitié du vingtième siècle a été marqué par la construction de plusieurs bâtiments communaux: maison communale en 1962, station d'épuration en 1972, maison de commune en 1974 et collège en 1976. Un centre œcuménique a été inauguré en 1986.
Le 30 novembre 2014, la population de Cugy approuve un projet de fusion avec les communes de Bretigny-sur-Morrens, Froideville et Morrens pour former la nouvelle commune de Haut-Talent. La fusion n'a toutefois pas lieu en raison du vote négatif de Froideville et de Morrens.

### Héraldique
| Armes de Cugy | Les armes de la commune de Cugy se blasonnent ainsi : De gueules à deux fasces ondées d'argent, au chef du second chargé d'une aigle du premier. |

Le rouge et le blanc sont les couleurs de l'évêché de Lausanne dont dépendait le village. L'aigle est une référence à Saint-Jean-l'Evangéliste, patron de la commune. Les deux bandes blanches symbolisent les deux rivières - la Mèbre et le Talent - qui délimitent le territoire communal.

## Géographie
La surface totale de la commune de Cugy représente 290 hectares qui se décomposent en : 77 ha de surfaces d'habitat et d'infrastructure, 106 ha de surfaces agricoles, 107 ha de surfaces boisées et enfin moins d'un hectare de surfaces improductives (lacs et cours d'eau par exemple). Dans le détail en 2005, les aires industrielles et artisanales représentent 1,72 % du territoire communal, les maisons et bâtiments 20,34 %, les routes et infrastructures de transport 2,76 %, les zones agricoles 25,52 % et les zones arboricoles et viticoles moins de 1 %[réf. nécessaire] .
Jusqu'à sa dissolution, la commune faisait partie du district d'Échallens. Depuis le 1er janvier 2008, elle fait partie du nouveau district du Gros-de-Vaud. Elle a des frontières communes avec Bretigny-sur-Morrens, Lausanne, Le Mont-sur-Lausanne et Morrens.
La commune de Cugy a la particularité d'être située entre le bassin du Rhône et celui du Rhin. De ce fait, une partie des eaux part en direction de la mer Méditerranée (par la Mèbre puis le Rhône) tandis qu'une autre va se jeter dans la mer du Nord (par le Talent puis le Rhin).
Le territoire communal se situe sur le plateau suisse, dans la région du Gros-de-Vaud. La frontière de la commune est marquée par la zone boisée de la Taquette au sud et par le Jorat à l'ouest ; c'est dans cette zone que se trouve, dans le bois de Benenté, le point culminant de la commune avec 809 mètres d'altitude. La frontière nord est marquée par le ruisseau de Latigny, affluent du Talent.
En plus du village de Cugy, la commune compte plusieurs exploitations agricoles dispersées sur son territoire.

## Population

### Gentilé et surnom
Les habitants de la commune se nomment les Cugiérans.
Ils sont surnommés les Boucs.

### Démographie
Cugy compte 2 725 habitants en 2023. Sa densité de population atteint 940 hab./km2.
En 2000, la population de Cugy est composée de 994 hommes (49,9 %) et 998 femmes (50,1 %). La langue la plus parlée est le français, avec 1 773 personnes (89,3 %). La deuxième langue est l'allemand (93 ou 4,7 %). Il y a 1 701 personnes suisses (85,6 %) et 285 personnes étrangères (14,4 %). Sur le plan religieux, la communauté protestante est la plus importante avec 871 personnes (43,9 %), suivie des catholiques (694 ou 34,9 %). 259 personnes (13 %) n'ont aucune appartenance religieuse.
La population de Cugy est de 230 habitants en 1850, puis de 300 habitants en 1960. Le nombre d'habitants augmente ensuite très fortement, puisqu'il est multiplié par 7,5 en 50 ans, pour atteindre 2 267 habitants en 2010. Le graphique suivant résume l'évolution de la population de Cugy entre 1850 et 2010 :

## Politique

### Autorités communales
Sur le plan communal, Cugy est dirigé par une municipalité formée de 7 membres et dirigée par un syndic pour l'exécutif et un Conseil communal de 55 membres dirigé par un président et secondé par un secrétaire pour le législatif. Le conseil communal a été instauré en 1976. Avant cela, la commune était dotée d'un Conseil général ouvert à tous les citoyens désirant y siéger.

#### Liste des syndics de Cugy
- 1948-1962 : Louis Vaney.
- 1962-1971 : Henri Châtelan.
- 1971-1984 : Gilbert Vaney, radical.
- 1984-1992 : Martin Mathys.
- 1993-2006 : François Gilliéron, libéral.
- 2006-2016 : Raymond Bron.
- Dès 2016 : Thierry Amy.

### Tendances politiques
Lors des élections fédérales suisses de 2011, la commune a voté à 24,86 % pour le Parti socialiste suisse. Les deux partis suivants furent l'Union démocratique du centre avec 24,15 % des suffrages et le Parti libéral-radical avec 16,97 %.		
Lors des élections cantonales au Grand Conseil de mars 2011, les habitants de la commune ont voté pour le Parti socialiste à 26,21 %, le Parti libéral-radical à 24,07 %, l'Union démocratique du centre à 21 %, l'Alliance du centre à 14,62 % et les Verts à 14,10 %.	

## Économie
Si l'économie locale est restée tournée vers l'agriculture et l'élevage jusqu'au milieu du XXe siècle environ, ces deux domaines n'assurent, de nos jours, pratiquement plus d'emplois locaux. La commune s'est développée dans les années 1970 avec la création de plusieurs zones industrielles où se sont établies de nombreuses entreprises ; aujourd'hui, différents domaines d'activité tels que la construction, l'informatique, l'industrie électronique et électrotechnique et la carrosserie automobile y sont présents.
Dans les dernières décennies, le village s'est à nouveau transformé avec la création de zones résidentielles habitées par des personnes travaillant principalement dans la région lausannoise. Cette mutation s'est accompagnée de la création de plusieurs petites entreprises locales, notamment de services.

## Transports publics
Cugy fait partie de la Communauté tarifaire Mobilis Vaud et est desservi par deux lignes d'autobus des Transports publics de la région lausannoise : 
- Ligne 54: Renens VD, gare nord - Cheseaux-sur-Lausanne, gare - Morrens VD, Grande Salle - Le Mont-sur-L., Grand-Mont
- Ligne 60: Lausanne, Riponne-M. Béjart - Le Mont-sur-Lausanne, Grand-Mont - Cugy, VD, village - Bottens VD, croisée - Froideville, Laiterie

Ces deux lignes sont principalement exploitées par des autobus à deux étages du constructeur écossais Alexander Dennis.

## Vie locale
La commune de Cugy compte plusieurs associations, parmi lesquelles un groupe scout et une société de jeunesse, ainsi que des clubs de football, gymnastique, tir sportif et tennis.

## Personnalités
- Gilbert Vaney (1926-1992), agriculteur, président central de la Fédération vaudoise des jeunesses campagnardes (1950-1960), syndic de Cugy (1971-1984), député radical au Grand Conseil du canton de Vaud (1970-1984), préfet du district d'Echallens (1984-1992), président de l'Association pour la Maison du blé et du pain (1986-1992)[15].

## Sources
- (de) Cet article est partiellement ou en totalité issu de l’article de Wikipédia en allemand intitulé « Cugy VD » (voir la liste des auteurs).